# Чортківська ратуша (нова)
Чорткі́вська ра́туша (нова) — адміністративна споруда, приміщення магістрату міста Чорткова, що в Тернопільській області. 
Споруда квадратна у плані, двоповерхова, з внутрішнім двором. З лівого боку головного фасаду прибудована наріжна ратушна вежа. Вона має три поверхи і також квадратна у плані. На вежі міститься восьмигранне приміщення для механічного годинника, який має чотири циферблати діаметром бл. 1 м. Завершує ратушну вежу оригінальна невелика баня з маківкою. 
Ратуша побудована в 1926—1930 рр. Її будівництвом керував польський інженер з Перемишля Юзеф Кунцевський і місцевий житель Андрій Дражньовський. Споруда зведена у стилі конструктивізму — так званому «блоковому» стилі. Крім контор магістрату і кабінету бургомістра, тут містились повітова поліція, адміністрація пожежної команди і міське музичне товариство імені композитора Станіслава Монюшка. 
Нині ратуша використовується за своїм призначенням — у ній міститься міська рада Чорткова. У Чорткові є ще одна ратуша — так звана Стара ратуша.
2008 року на першому поверсі вежі-дзвіниці встановлена пам'ятна таблиця, присвячена перебуванню Президента ЗУНР Євгена Петрушевича та уряду ЗУНР у Чорткові. Виготовлена з чорного мармуру, містить портрет Президента ЗУНР та пам'ятний напис. Значний внесок (співініціятор) до її виготовлення, встановлення зробив чортківський краєзнавець, депутат міської ради Юхим Фотійович Макотерський.

## Див.також
- Івано-Франківська ратуша